# Meie aed
Meie aed (El nostre jardí, op. 3) és una cantata per a cor infantil i orquestra escrita per Arvo Pärt. Va ser composta el 1959 sobre un text en estonià d'Eno Raud i va ser estrenada al Festival de la Cançó Estoniana del 1960. El 2003 es va revisar amb text en anglès (Our Garden) i en rus.
Aquesta obra de "joventut" del compositor forma part del seu primer període d'escriptura en la tradició clàssica abans d'entrar durant uns anys en el registre del serialisme i és l'única de tipus coral fins que va començar a escriure música tintinabular.

## Moviments
1. Allegro
2. Andantino cantabile
3. Allegro
4. Moderato - Allegro